# Говен (острів)
Го́вен (рос. Гоуэн) — острів в Північному Льодовитому океані, у складі архіпелагу Земля Франца-Йосифа. Адміністративно відноситься до Приморського району Архангельської області Росії.

## Географія
Острів знаходиться в північній частині архіпелагу, входить до складу Землі Зичі. Розташований в протоці Трінінген, на північний схід від острова Карла-Александра.
Острів не вкритий льодом, рельєф височинний, по всій території знаходяться кам'янисті розсипи.

## Історія
Острів названий на честь російського капітана артилерії, а пізніше і художника, Отто Говена.